# Nattas
Nattas („Sattan“ rückwärts) ist eine schwedische Black- und Thrash-Metal-Band aus Stockholm, die im Jahr 1985 gegründet wurde, sich 1993 auflöste und seit 1999 wieder aktiv ist.

## Geschichte
Die Band wurde im Jahr 1985 gegründet. Hierbei trugen die Mitglieder Pseudonyme wie „Michael Motorcycle“ oder „Bob Thunder“. Nachdem die Gruppe die Demos Decade of Decay, Tales from the Crypt und Link veröffentlicht hatte, löste sie sich im Jahr 1993 auf.
1999 fand sich die Band wieder zusammen, um das Demo Axiom aufzunehmen, das 1999 erschien, dem sich 2000 Born in Flames anschloss. Nachdem sich durch das Ausscheiden des Gitarristen Nick Nightmare die Besetzung verändert hatte, erschienen im Jahr 2000 die Demos Cast und Dominatorium. Zudem ist die Gruppe auf den Samplern Metal Reigns Supreme, Beloved Apocalypse und Atomic Annihilation zu hören. Im Jahr 2002 nahm die Gruppe das Lied Salvation mit dem ehemaligen Undercroft-Gitarristen Koke auf, ehe 2003 eine EP mit demselben Namen bei Kuravilú Productions erschien. Danach verließ der Schlagzeuger Nyström die Besetzung und wurde durch Bevelius ersetzt. Nach der Fertigstellung des Debütalbums im Februar 2005 wurde der Gitarrist Darkwing durch Johan Murmester ersetzt. Der Tonträger erschien im selben Jahr bei Agonia Records unter dem Namen At Ease with the Beast. Im Jahr 2005 und 2006 ging die Band auf Tour durch Schweden und schrieb an ihrem nächsten Album. Im Januar 2007 begann die Gruppe mit den Aufnahmen zum zweiten Album Inde Deus Abest, wobei hier der King-Diamond-Gitarrist Mike Wead als Co-Produzent fungierte. Als weiterer Produzent war zudem Simon Johansson tätig. Der Tonträger erschien im Jahr 2007 und wurde von Mike Wead abgemischt und gemastert. Die digitale Veröffentlichung erfolgte im Jahr 2010, diese wurde allerdings von Fredrik Groth abgemischt und von Göran Finnberg gemastert.

## Stil
Laut Janne Stark in seinem Buch The Heaviest Encyclopedia of Swedish Hard Rock and Heavy Metal Ever! spielt die Band Thrash Metal im Stil von Pantera mit geringen Black-Metal-Einflüssen. Vor allem der Gesang erinnere an den von Phil Anselmo. Laut Twan von brutalism.com spielt die Band eine Mischung aus Thrash- und Black-Metal. Die Musik sei Black Metal im Stil von Venom und roher Heavy Metal vermischt mit Rock-’n’-Roll-Einflüssen ähnlich wie bei Entombed. Der Gitarrist Darkwing sei ein Fan von Power Metal. Im Interview mit Twaz gab Jonaz Bulund an, dass die Band oft mit Gruppen wie Venom, Entombed, Dissection, Mercyful Fate und Carcass verglichen wurde. Die Band sei stark durch Black Sabbath und Venom beeinflusst worden. Laut Yiannis Dafopoulos von metal-temple.com spielt die Band auf Inde Deus Abest eine typische Mischung aus melodischem Black- und Thrash-Metal. Das Spiel des Schlagzeugs sei langweilig und unerbittlich, die Gitarren melodisch und der Gesang aggressiv.

## Diskografie
- 1999: Axiom (Demo, Eigenveröffentlichung)
- 2000: Born in Flames (Demo, Eigenveröffentlichung)
- 2000: Cast (Demo, Eigenveröffentlichung)
- 2000: Dominatorium (Demo, Eigenveröffentlichung)
- 2003: Salvation (EP, Kuravilú Productions)
- 2005: At Ease with the Beast (Album, Agonia Records)
- 2007: Inde Deus Abest (Album, Emrinc Records)